# 閉塞性動脈硬化症
閉塞性動脈硬化症（へいそくせいどうみゃくこうかしょう、英: arteriosclerosis obliterans; ASO）は、主に下肢の、主に大血管が慢性に閉塞することによって、軽い場合には冷感、重症の場合には下肢の壊死にまで至ることがある病気である。

## 疫学
中年以降、特に50歳以降の男性に多い。

## 症状
病気の進行に従って、様々な症状を呈する。Fontaine分類（フォンテイン分類）は、病期と症状を結びつけたものとして広く用いられている。
Fontaine 1度（もっとも軽症）下肢の冷感やしびれ、色調の変化
Fontaine 2度間歇性跛行（かんけつせいはこう） - 数十から数百m歩くと痛みのため歩行継続不可能になる症状。なお、腰部脊柱管狭窄症でもみられるため鑑別が必要。
Fontaine 3度安静時疼痛
Fontaine 4度（もっとも重症）下肢の壊死、皮膚潰瘍。糖尿病などによる末梢神経障害がない限り、患者は激痛を訴える。
その他の症状として、陰萎がある。

## 診断
特徴的な病歴や、下肢の色調・冷感などから、診断は比較的容易である。
- ankle brachial index (ABI) の低下。ABIとは下肢と上肢の血圧の比であり、正常では下肢が下にあるぶんやや下肢の方が血圧が高い（ABI > 1）。ASO患者では、しばしばこの比が1未満、場合によっては0.5未満にまで低下する。
- 動脈造影では動脈の狭窄像や側副血行路の発達がみられる。

## 危険因子と予防
- 喫煙
- 高脂血症
- 性別（男性であること）
- 高血圧
- 糖尿病等との合併
- 肥満（まれに、女性では皮下脂肪型肥満の方がなりやすい。）

などがリスクファクターであり、生活習慣病のひとつと考えられている。

## 治療
病期の進行に応じて、軽症では内服による治療が第一選択として考慮される。抗血小板剤、魚油やプロスタサイクリンがある。プロスタグランジンE1製剤や抗トロンビン剤の点滴が次に試みられる。Fontaine 2度以上では、外科的手術による血管バイパスや、バルーン拡張やステント留置による血管内治療が考慮される。下肢の壊死が重症である場合は、下肢の切断となることもあるが、合併症がない例でここまで至ることは稀である。
- 内服処方例（保険適応のあるもの）
  - プラビックス 75mg 1錠 1x朝食後
  - アンプラーグ 100mg 3錠 3x朝昼夕食後
  - プレタール 100mg 2錠 2x朝夕食後
  - エパデール S900 2包 2x朝夕食後
  - ドルナー 20µg 6錠 3x毎食後
- 注射処方例
  - プロスタンディン 20µg 2 - 3A + 生食500mL div
  - リプル 10µg 1A iv

生活指導も重要であり、特に、禁煙の必要性が非常に高い。
- 実験的治療：血管新生を促進するために、造血幹細胞移植が試みられている。骨髄細胞、末梢幹細胞 (PBSCT, peripheral blood stem cell transplantaion) を患部に数十カ所にわけ注入する。CD34陽性細胞を特に純化させている施設もある。また血管新生を促すホルモンを産生させる遺伝子（HGF, VEGF)を筋肉注射して血管の誘導をはかる治験も行われている。

骨髄細胞移植、末梢血幹細胞移植、末梢血単核球移植については、厚生労働省が規定する先進医療として認められており、一部医療機関で保険診療との併用が認められている。

## 鑑別
- 間歇性跛行（間欠跛行）を呈する疾患としては、腰部脊柱管狭窄症があり、鑑別のために画像検査などが追加されることがある。
- 下肢の慢性動脈閉塞をきたす疾患としては、バージャー病があり、病歴や血管造影検査の結果などから鑑別する必要がある。
- 下肢の急性動脈閉塞症は、血栓や塞栓によって下肢の大血管が突然完全閉塞することにより、激痛が生じ、急速に壊死に陥る。

## 予後
ASO自体の予後は良好。手術療法などにより治療可能であり直接の死因とはなりづらい。しかし患者は全身の動脈硬化をきたしていることが多く、10年程度で何らかの合併症により過半数が死亡するという報告もある。